# Harald Høffding

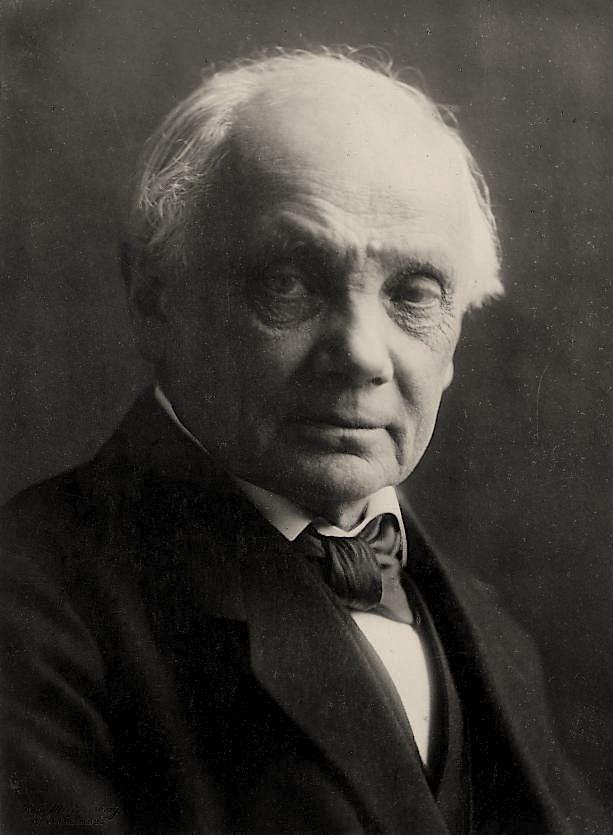
Harald Høffding (1915)

Harald Høffding (* 11. März 1843 in Kopenhagen; † 2. Juli 1931 ebenda) war ein dänischer Philosoph, der in seinem Land im höchsten Ansehen stand.

## Leben
Høffding war zunächst als Lehrer tätig, bevor er 1883 Professor an der Universität Kopenhagen wurde. In seinen philosophischen Ansichten war er zunächst von Søren Kierkegaard beeinflusst, bevor er sich dem Positivismus zuwandte. Themen, mit denen er sich auseinandersetzte, waren neben der Philosophie und Philosophiegeschichte Ethik und Religion.
Fast alle seine Werke wurden ins Deutsche übersetzt und erlebten teilweise mehrfache Auflagen. Besonders bekannt waren seine Geschichte der Philosophie und seine psychologische Studie Humor als Lebensgefühl (Den store Humor : en psychologisk Studie). Seit 1907 war er korrespondierendes Mitglied der British Academy.
Er war dem Soziologen Ferdinand Tönnies freundschaftlich verbunden und die beiden standen jahrelang in Briefkontakt.

## Schriften (Auswahl)
- Psychologie. In Umrissen auf Grundlage der Erfahrung. Reisland, Leipzig 1887.
- Geschichte der neueren Philosophie. Eine Darstellung der Geschichte der Philosophie von dem Ende der Renaissance bis zu unseren Tagen. 2 Bde., Reisland, Leipzig 1895–1896 (zweite Auflage 1921).
- Sören Kierkegaard als Philosoph. Stuttgart 1896, (online)
- Rousseau und seine Philosophie. Fromman, Stuttgart 1897.
- Religionsphilosophie. Reisland, Leipzig 1901.
- Ethik. Eine Darstellung der ethischen Prinzipien und deren Anwendung auf besondere Lebensverhältnisse. 2. Auflage. Reisland, Leipzig 1901.
- Humor als Lebensgefühl (Der große Humor). Eine psychologische Studie. Teubner, Leipzig 1918. (Nachdruck der 2. Auflage. Müller, Saarbrücken 2007, ISBN 978-3-8364-0814-1)
- Der Relationsbegriff. Eine erkenntnistheoretische Untersuchung. Reisland, Leipzig 1922.
- Die Grundlage der humanen Ethik. Nachdruck. Wissenschaftlicher Verlag, Schutterwald/Baden 2003.
- Cornelius Bickel, Rolf Fechner (Hrsg.): Ferdinand Tönnies – Harald Höffding. Briefwechsel. Duncker & Humblot, Berlin 1989, ISBN 3-428-06773-8.